# Tom Clarke
Thomas James "Tom" Clarke (em irlandês:  Tomás Séamus Ó Cléirigh; 11 de março de 1858 – 3 de maio de 1916) foi um líder revolucionário irlandês e um dos responsáveis pela Revolta da Páscoa de 1916. Um defensor da revolução armada e violenta durante boa parte de sua vida, ele passou 15 anos na prisão. Após ser solto ele ajudou a organizar a Revolta e foi mais tarde executado por isso pelos ingleses.